# 1929年英國大選
1929年英國大選（1929 United Kingdom general election）舉辦於1929年5月30日，並產生了一個懸峙國會。這次選舉是四次得票率第二大黨獲得議會最多席位的選舉之一。工黨首次成為下議院最大政黨，但未取得過半數席位。自由黨的席位比上次選舉有所恢復。這次選舉是在失業率攀升的背景下進行，且1926年大罷工仍記憶猶新。